# Yukinobu Tatsu
Yukinobu Tatsu (Saitama, ...) è un fumettista giapponese.
È noto per essere l'autore del manga DanDaDan. Ha inoltre lavorato come assistente di Tatsuki Fujimoto, autore di Chainsaw Man, e di Yūji Kaku, autore di Hell's Paradise - Jigokuraku.

## Opere
- Seigi no Rokugō (正義の禄号?) (Monthly Shonen Magazine; settembre 2010 - aprile 2011)
- FIRE BALL! (Monthly Shonen Magazine; febbraio 2013 - agosto 2014)
- Yamada Kiki Ippatsu (山田キキ一発?) [One-shot] (Shonen Jump+; aprile 2019)
- DanDaDan (ダンダダン) (Shonen Jump+ aprile 2021 - in corso)